# Paasselkä
Paasselkä (chiamato anche Paasivesi) è un lago di forma ovale con il cratere eroso nel Savo Meridionale, in Finlandia. Il lago, che è una parte del lago Orivesi, che a sua volta è parte del lago Saimaa, è privo di isole, il che lo rende diverso da altri laghi della regione. Paasselkä è anche insolitamente profondo, 75 metri al punto più profondo.
L'impatto che ha formato Paasselkä è avvenuto circa 229 milioni di anni fa, durante il Triassico, e ha colpite le rocce cristalline e alcune arenarie sovrastanti lo Scudo baltico. A causa della forma insolita e di alcune anomalie dei campi magnetici, Paasselkä era sospettato di avere un'origine meteorica da lungo tempo, ciò è stato confermato dopo una profonda foratura, nel 1999, rendendo Paasselkä il nono cratere d'impatto noto in Finlandia. A differenza di molti crateri finlandese, non sembra essere stata sepolta sotto strati di sedimenti

## Fenomeni luminosi
I Päässelän pirut, o diavoli di Paasselkä, sono un affermato fenomeno che si verifica talvolta nel lago o nella palude o nella foresta nelle immediate vicinanze. La luce è stata descritta come una palla che si muove a velocità diverse, o è completamente ferma, talvolta poi le sfere sono numerose. Il fenomeno è noto da molto tempo, in forma scritta se ne ha notizia dal XVIII secolo ma oralmente fa dai tempi ancestrali parte dei racconti popolari locali, che hanno dato il nome al fenomeno di "diavoli"; la gente del posto pensa che le sfere lucenti siano state create da esseri malvagi. Le anomalie magnetiche in connessione con il cratere d'impatto potrebbe essere correlato al fenomeno.